# Пребуковје
Пребуковје је насељено место у саставу општине Бедња у Вараждинској жупанији, Хрватска. До територијалне реорганизације у Хрватској налазило се у саставу старе општине Иванец.

## Становништво
На попису становништва 2011. године, Пребуковје је имало 97 становника.

## Попис1991.
На попису становништва 1991. године, насељено место Пребуковје је имало 250 становника, следећег националног састава:
| Попис 1991.‍ | Попис 1991.‍ | Попис 1991.‍ | Попис 1991.‍ | Попис 1991.‍ |
| ----------- | ----------- | ----------- | ----------- | ----------- |
|             |             |             |             |             |
| Хрвати      | Хрвати      |             | 240         | 96,00%      |
| непознато   | непознато   |             | 10          | 4,00%       |
| укупно: 250 |             |             |             |             |